# Dvorec Grundelj
Dvorec Grundelj (nemško Grumlof  (ali tudi Grumlef, Grundelhof)  je stal v naselju Šentpavel pri Šentvidu v občini Ivančna Gorica.

## Zgodovina
Dvorec Grundelj ali Grumlef je prvič omenjen leta  1412 kot dvor Turjaških (Auerspergov). Graščino je konec 16. stoletja (1589) kupila plemiška družina Semenič. Sredi 17. stoletja je graščino kupil baron Oton Henrik Ravbar in konec 17. stoletja okoli leta 1690 baron Mark Anton Taufferer. Slednji so graščino temeljito prenovili in blizu nje sezidali kapelo. Sredi 18. stoletja je graščina postala last kostanjeviškega samostana, ko pa je bil leta 1794 samostan razpuščen, pa je prešla v posest t.i. verskega sklada. Leta 1804 je graščino  na dražbi kupil Matija Juvanz – Karlowitz. Njegovi potomci so imetje in posesti razprodali v 19. stoletju. Posestva so v glavnem odkupili Šentpavelčani, nekaj pa Radohovci. Na začetku 20. stoletja pa je lastnik propadajočega poslopja postal slikar Ferdo Vesel, ki je v graščini tudi živel.
Po drugi svetovni vojni je stavba hitro propadala, leta 1962 se je vdrla streha. V razvalinah je še danes mogoče videti okna v profiliranih okvirih, portal iz leta 1811 in ostanke sprednjega pročelja, ki je bilo poudarjeno s trikotnim zatrepom na dveh stebrih. 
Sedanjo razvalino domačini ljudsko imenujejo Grumlef. Nekateri menijo, da je dvores dobil ime po ribi Grundlein (slo. globoček), ki jo najdemo v lokalnem Grajžarjevem potoku oziroma Šentpavelščici.